# Prva TV
Prva TV (în sârbă Prva Srpska Televizijia), este un post de televiziune comercial sârbesc. A fost lansat la 31 decembrie 2006, sub numele de Fox. În anul 2010, postul a primit numele de Prva.
De la înființare și până în decembrie 2009, a fost deținută majoritar de conglomeratul media global News Corporation (News Corp), care și-a atașat brandul Fox, numind-o pe Dan Bates drept CEO. 
În timpul petrecut în cadrul News Corporation, Fox Televizija a cooperat îndeaproape cu rețelele deținute de News Corporation din țările vecine, cum ar fi BTV din Bulgaria și Fox Turcia (actualul Now Turcia), împărtășind capacități de producție pentru proiecte specifice și utilizând personalul lor experimentat. 
Deși s-a impus rapid pe piața televiziunii sârbe și și-a îmbunătățit miza de televiziune an de an, Fox a fost o operațiune cu pierderi de bani, înregistrând o pierdere anuală atât în 2007, cât și în 2008. 
Până în august 2009, a fost inițiată o restructurare majoră la rețea, cu 60% din personalul diviziei de știri a fost concediat pentru pregătirea vânzării rețelei care a avut loc câteva luni mai târziu.
Din decembrie 2009 până în decembrie 2018, rețeaua a fost deținută de compania de media greacă Antenna Group.
În urma vânzării în decembrie 2009 a Fox Televizija către Antenna Group și a unei perioade de tranziție de câteva luni în care Bates a continuat ca CEO, postul a fost predat lui Dejan Jocić în martie 2010.
Numele Fox Televizija a continuat să fie folosit până la începutul următorului sezon de televiziune, pe 18 septembrie 2010, când stația TV a fost redenumită ca Prva Srpska Televizija sau Prva. Jocić, un sârb de origine germană și fost director general al ProSieben, a prezidat expansiunea Prva pe piața televiziunii muntenegrene odată cu înființarea, în august 2012, a canalului său soră – Prva TV Crna Gora (Muntenegru). 
Trei ani mai târziu, pe 16 aprilie 2013, redactorul-șef al rețelei, Dragan Nenadović, a fost îndemnat în funcția de CEO al Prva.

## Istorie

### Fox Televizijia

Logo folosit în 2007-2010

News Corp a fost unul dintre cele cinci grupuri comerciale care au câștigat licența națională de difuzare în Serbia la o licitație organizată de Agenția Sârbă de Radiodifuziune în aprilie 2006
Făcând acest lucru, au învins concurența acerbă din partea RTL Group germană, care dorea, de asemenea, să înceapă o operațiune sârbă. 
News Corp l-a numit pe Dan Bates, un director de televiziune cu experiență, să fie CEO al operațiunii sale parvenite din Serbia.
Aproximativ trei luni mai târziu, pe 6 septembrie 2006, o entitate numită Fox Televizijia a început să transmită un semnal de testare constând exclusiv din sigla Fox suprapusă. 
Trei zile mai târziu, pe 9 septembrie 2006, exact la ora 20:00, au difuzat primul lor program - un documentar despre natură care a durat aproximativ 45 de minute - înainte de a reveni la semnalul de testare a siglei Fox. 
Această configurare (semnal de testare cea mai mare parte a zilei cu un singur program înregistrat la 20:00) a continuat în următoarele zece zile sau cam așa ceva. 
Gama lor fost apoi oarecum extinsă pentru a include câteva telenovele latine, filme ocazionale și un meci de baschet săptămânal ULEB Cup cu echipe sârbe (transmisiunile de baschet au fost primele lor producții interne). 
În timpul zilei, ei au difuzat un semnal de test, episoade vechi ale talk-show-ului croat anulat Sanja și videoclipuri muzicale. 
Pe 5 decembrie 2006, înainte de meciul ULEB, în care Steaua Roșie Belgrad și PAOK BC, echipe de baschet, a izbucnit o revoltă între două echipe. seturi de fani în Sala Pionir și filmările filmate de Fox Televizijia au fost afișate peste tot lume.

### Prva

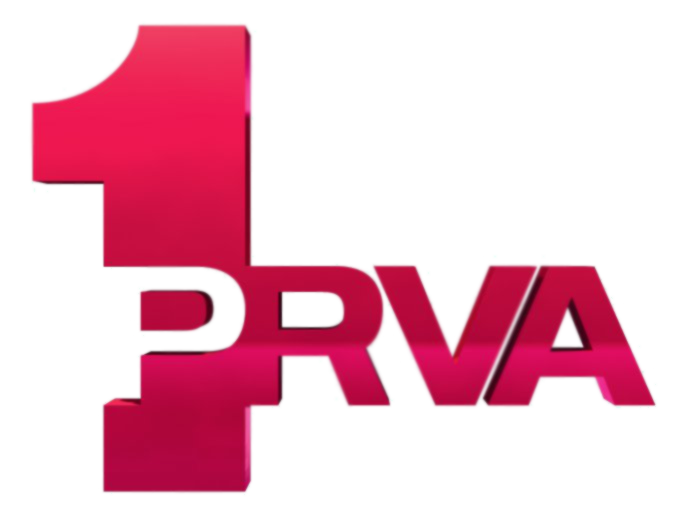
Sigla televiziunii PRVA din 2010 până în 2015

Înlocuirea cu PRVA a fost făcută în anul 2010, în luna septembrie. După ce s-a terminat un film, un cronometru de fix 10 secunde anunța sfârșitul erei Fox și începerea emisiei Prva. Înainte de închiderea Fox, se afișa un timer care afișa timpul rămas până la redenumire. 
Cu câteva zile înainte de schimbarea numelui, publicitățile în care se anunța noul brand PRVA, cu sloganul Moja Prva, erau semnul unui nou capitol al televiziunii în Serbia.
La scurt timp după redenumire, a fost lansat în Muntenegru, un post asociat feed-ului sârb Prva care purta aceiași nume Prva, doar că era varianta muntenegreană acestui canal.
PRVA s-a impus între televiziunile sârbești, grafica fiind preluată de la ProSieben, acea grafică care a fost schimbată ulterior cu sloganul actual We love to entertain you! care era prezentă și la Prima TV, când difuza grafici similare cu cele ale canalului german. Tot în aceiași perioadă începuseră două emisiuni noi: Exklusiv și Explosiv care sunt difuzate și la momentul actual după un concept german.

## Acționariat
News Corporation (2006-2009)
La începuturile sale, Fox Televizija era deținută în proporție de 49% de News Corporation, deoarece legile sârbe nu permit acționarilor aflați în străinătate să dețină 50% sau mai mult dintr-o rețea de televiziune cu licență de difuzare la nivel național.
La acel moment, cealaltă acțiune de 51% era împărțită între Dragan Karanović (21%), ITV2066 d.o.o. (deținută de Branko Salić, 15%), și Istočna TV d.o.o. (deținută de Zoran Popović și Branislav Bukvić, 15%). În 2008, a existat o mulțime de zgomot în presă despre vânzarea Fox Televizija, în grupul CME, unde se află și postul românesc, Pro TV dar nu a rezultat nimic din asta.
Antenna Group (2009-2018)
La sfârșitul anului 2009, în urma observării anterioare a miliardarului grec și proprietar al Antenna Group, Minos Kyriakou la Belgrad, vânzarea pachetului de 49% deținut de News Corp în Fox televizija către compania de media greacă Antenna Group pentru o sumă nedezvăluită a fost anunțată odată cu schimbarea proprietatea intrând în vigoare oficial în prima zi a anului 2010.
Brandul Fox a continuat să fie folosit. Deși suma achiziției grecești a rămas nedezvăluită, s-a speculat pe scară largă în presa sârbă că era de 1 USD plus preluarea tuturor datoriilor Fox Televizija.
Grupul ANT1 controlează participația de 49% la Fox printr-o entitate cu sediul în Grecia numită Warraner Ltd. 
În ceea ce privește cealaltă acțiune de 51%, aceasta a fost preluată și de Grupul ANT1; cu toate acestea, acest lucru a fost realizat prin intermediul entității cu sediul în Serbia numită Nova Broadcasting d.o.o., care este deținută de o altă filială a grupului ANT1 din Grecia – Antenna Stream TV Ltd.
Kopernius Group (2018-prezent)
În decembrie 2018, fostul proprietar al Kopernikus Technology a achiziționat B92 și Prva Srpska Televizija de la ANT1 Group pentru 180 de milioane de euro, la o lună după ce Telekom Srbija a cumpărat Kopernikus Technology pentru 190 de milioane de euro.
Tranzacția dintre Telekom Srbija, deținută de stat, și Kopernikus a creat indignare publică în Serbia, deoarece valoarea pieței lui Kopenikus la momentul achiziției era de câteva ori mai mică decât suma pentru care a fost achiziționat; a fost, de asemenea, dezvăluit că o parte interesată majoră a companiei era o rudă apropiată a unui ofițer de guvernământ al Partidului Progresist Sârb.

## Format de emisie
Emisiunile proprii ale Prva sunt difuzate în format 16:9, ceea ce oferă oamenilor un standard de imagine mai înalt, cunoscut sub numele de Widescreen.

## Rating
Potrivit AGB Nielsen Media Research pentru anul calendaristic 2007, printre canalele sârbe cu acoperire națională, Fox televizija a ocupat locul cinci în audiența totală (4,7% cotă de piață TV și 2,2 milioane de telespectatori medii zilnici care se acordă pentru cel puțin un minut), în urma RTS1 (26,5%), Pink (23,5%), B92 (9,3%) și RTS2 (6,8%).
Pe parcursul anului calendaristic 2008, Fox a ocupat încă locul cinci în rândul radiodifuzorilor naționali; cu toate acestea, cota sa de piață a crescut la 6,4%.
Pentru audiența totală pe parcursul anului calendaristic 2009, cota Fox a crescut în continuare la 7,8%, ceea ce a însemnat că a depășit RTS2 și s-a îmbunătățit pe locul al patrulea în listă, încă în spatele RTS1 (26,0%), Pink (23,8%) și B92 (8,0). %), dar înaintea RTS2 (5,8%). 
Pentru o vreme, Fox a fost chiar înaintea lui B92 pe locul al treilea, dar B92 a reușit să treacă înainte în cele din urmă datorită transmisiunilor Veliki Brat din ultimul trimestru

## Situație financiară
Conform raportului său financiar anual pentru anul calendaristic 2007, prezentat Agenției Registrului Economic Sârb, compania avea 80 de angajați și a înregistrat o pierdere de 494.513.000RSD (dinari sârbești) (aproximativ 6,2 milioane EUR la acea vreme cu schimbul aproximativ). tarif de 1 €=80 RSD). 
În raportul anual din 2008, compania a raportat 40 de angajați și o pierdere de 441.330.000 RSD (aproximativ 4,9 milioane EUR la acea vreme, cu cursul de schimb aproximativ de €1=RSD90).